# Rzęsa drobna
Rzęsa drobna, rzęsa mniejsza (Lemna minor L.) – gatunek byliny należący do rodziny obrazkowatych (według systemu Reveala) lub odrębnej rodziny rzęsowatych. Jest jedną z najmniejszych roślin naczyniowych.

## Rozmieszczenie geograficzne
Pierwotnie ten kosmopolityczny gatunek występował tylko w Europie i Azji, obecnie występuje na wszystkich kontynentach z wyjątkiem Antarktydy. W Polsce jest rośliną pospolitą.

## Morfologia
PędMałe okrągłe człony pędowe (średnica do 3 mm), pojedynczy korzeń. Pędy są spłaszczone i kształtem przypominają liście. Skórzaste człony pływają po powierzchni wody. Od góry i z dołu są zielone, dolna ich strona może przybierać fioletową barwę dzięki zawartości antocyjanów, co da się zaobserwować jedynie po wyschnięciu. Rozmnaża się głównie wegetatywnie przez członkowanie pędów.
KwiatyBardzo zredukowane, bez okwiatu, jednopłciowe. Kwiaty żeńskie składają się tylko z jednego słupka, kwiaty męskie z dwóch pręcików. Powstają z pojedynczego, rzadko dwóch, woreczkowatych zagłębień u nasady i z boku członu. Tworzą się jednak bardzo rzadko i przeważnie są płonne. Kwitną w kwietniu, zapylanie głównie przez aerogamię i hydrogamię.
OwocSuchy, niepękający. Owoce wraz z całymi roślinami rozsiewane są przez ptaki wodne (zoochoria).

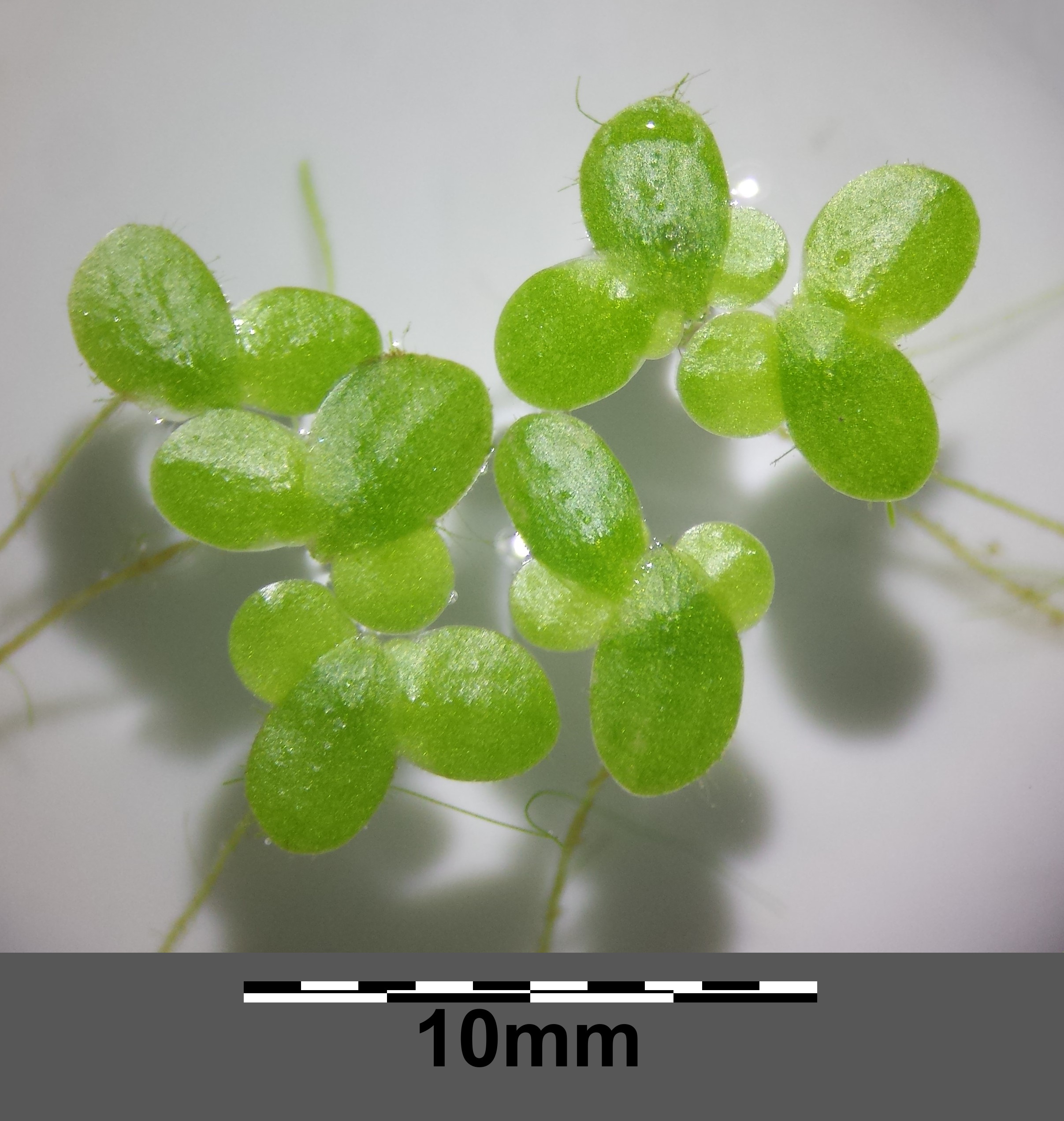
Widok z góry
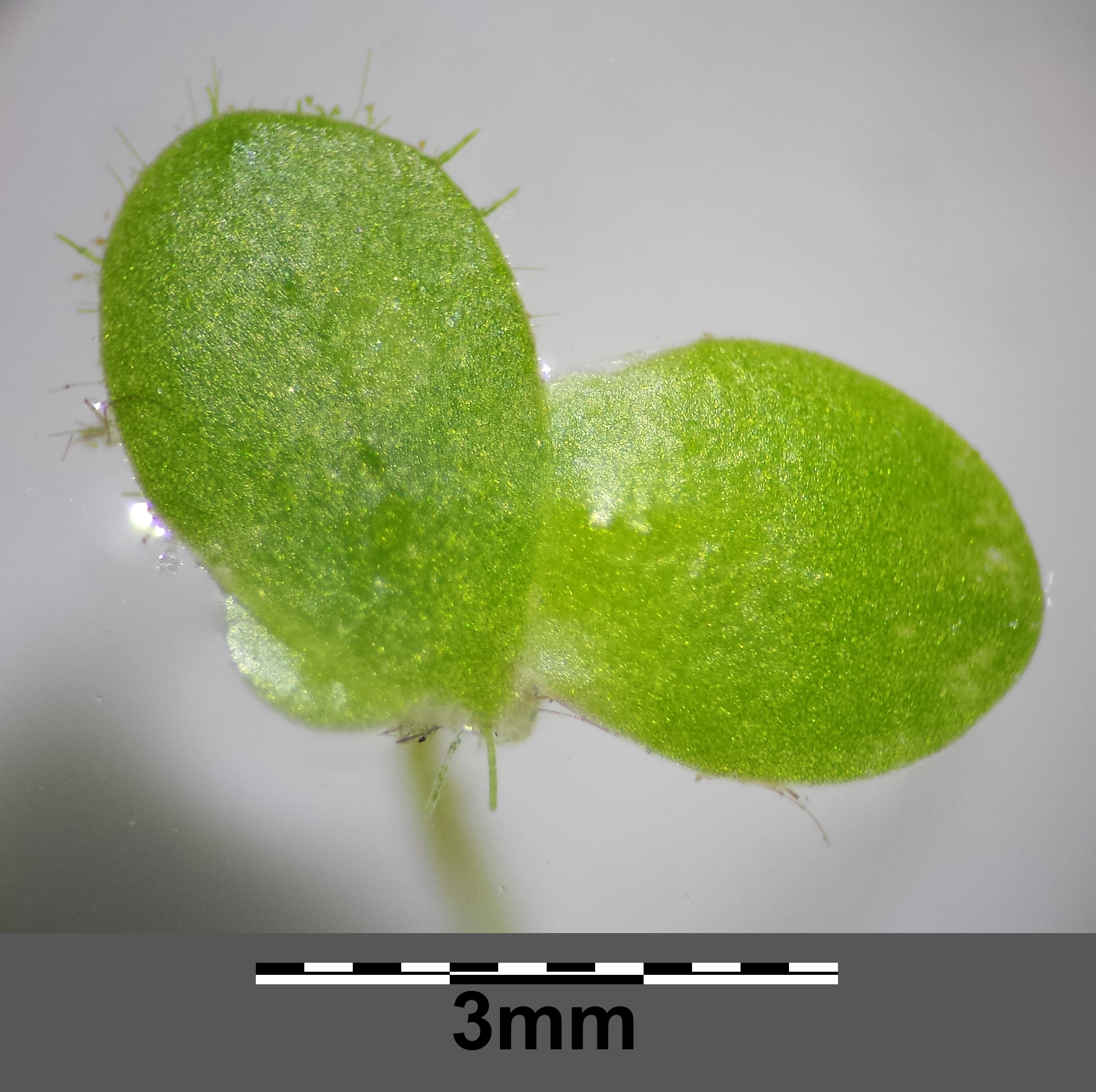
Widok z góry
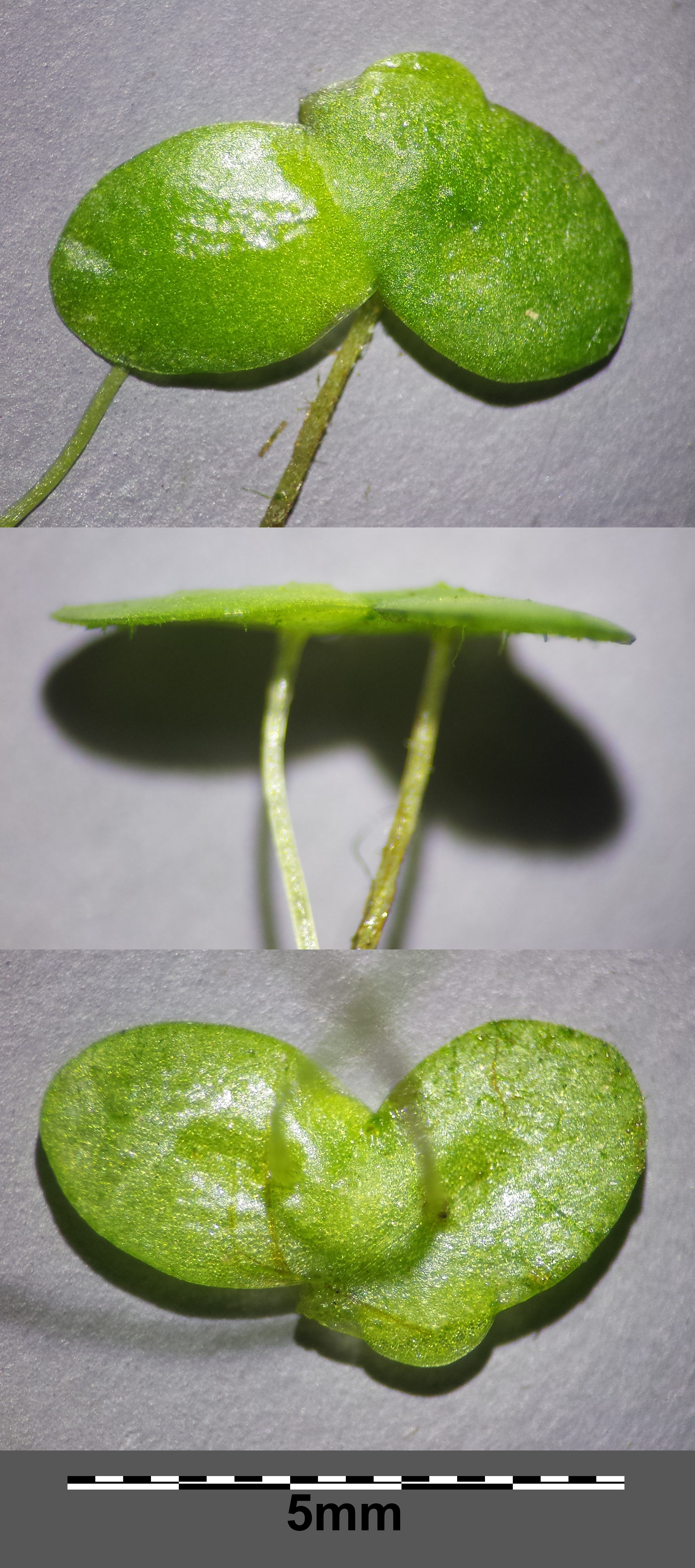
Widok z góry, z boku i od spodu
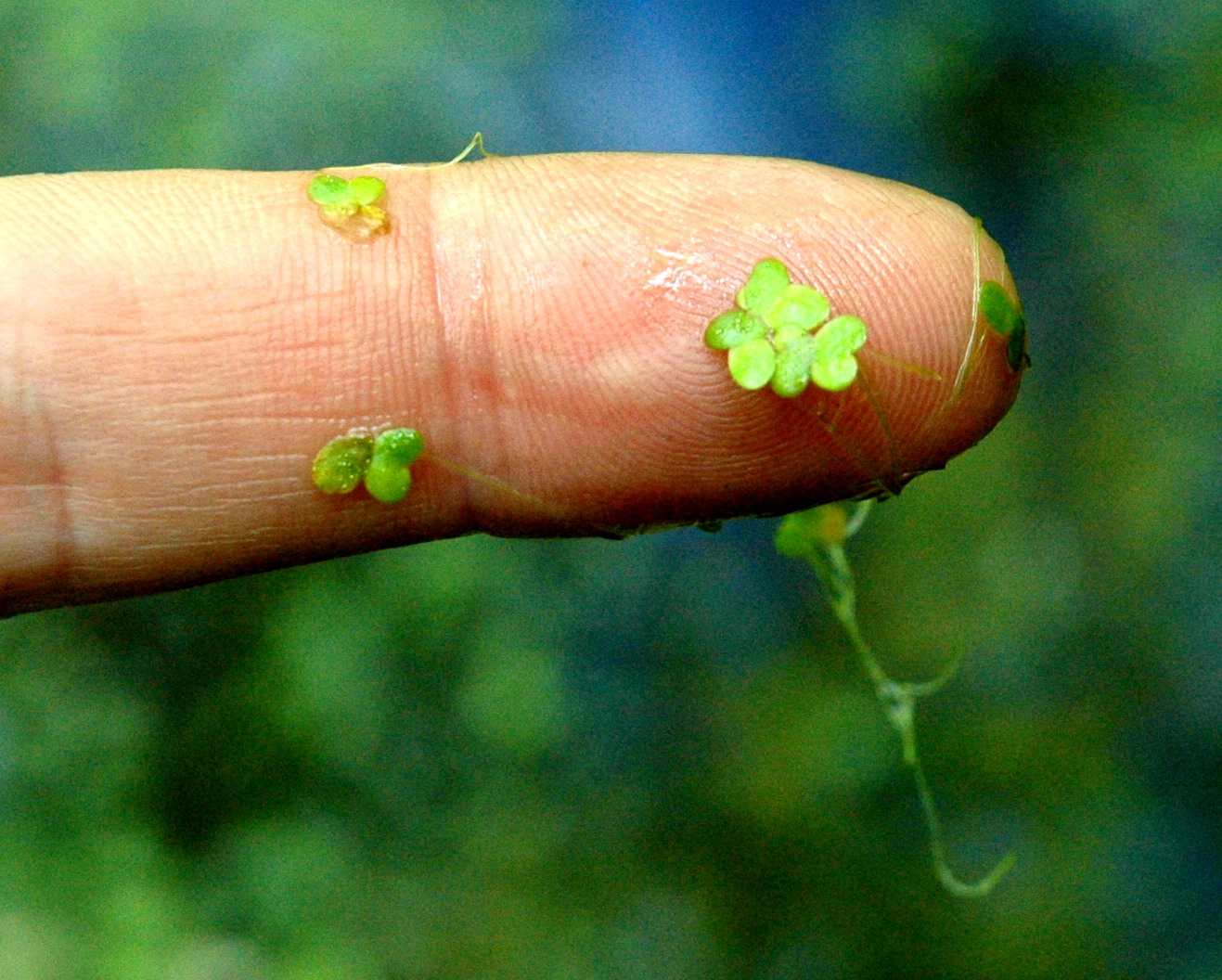
Wielkość rośliny

## Ekologia

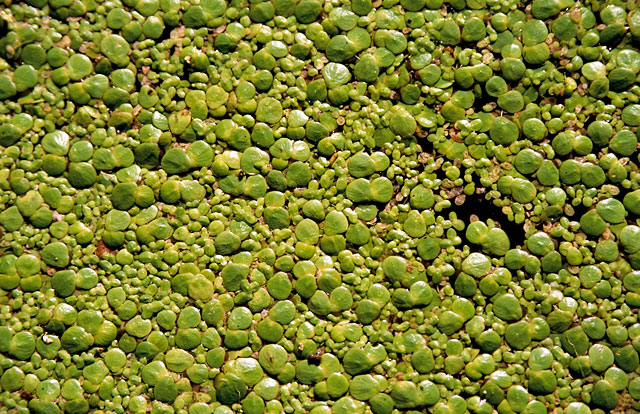
Rzęsa drobna i spirodela wielokorzeniowa w zbiorowisku pleustonowym

Hydrofit. Występuje w wodach stojących, przeważnie w niedużych zbiornikach wodnych (starorzecza, stawy, sadzawki, doły potorfowe). W wodach płynących tylko przy brzegu, wśród roślinności. Roślina nitrofilna, dobrze znosząca zanieczyszczenia ściekami komunalnymi. Najczęściej występuje w wodach o dużej zawartości substancji organicznych (eutroficznych). Uczestniczy w procesie zarastania zbiorników wodnych już od początkowych stadiów. Wytwarza dużą ilość szybko rozkładającej się biomasy, wpływając na eutrofizację. Pod wpływem prądów wody i wiatru przemieszcza się, zajmując sąsiednie zbiorniki. Po wyschnięciu zbiornika wytrzymuje przez jakiś czas, wegetując na mokrym dnie. Znosi zacienienie. Zimuje na dnie zbiornika wodnego, albo wmarznięta w lód. Często tworzy jednogatunkowe skupiska, zarastając powierzchnię wody tak gęstym kożuchem, że nie dopuszcza w ogóle do rozwoju roślinności podwodnej. Rośnie też w zbiorowiskach szuwarowych, zbiorowiskach drobnego pleustonu i innych. Rzadko występuje w zbiorowiskach trzciny pospolitej. Jest gatunkiem charakterystycznym dla zbiorowisk pleustonowych (klasa Lemnetea minoris).
W jeziorach środkowej i zachodniej Europy występuje w wodach o różnym stanie ekologicznym, ale jest jednym z gatunków najczęściej spotykanych w wodach o słabszym stanie.

## Zastosowanie

### Roślina jadalna
Rzęsa drobna spożywana jest w niektórych krajach Azji i Ameryki Północnej, stosowana jest jako dodatek do sałatek i zup.

### Roślina pastewna
Do niedawna była wykorzystywana w Polsce jako naturalny pokarm dla kaczek i gęsi, a także dla świń.
Ponieważ z rzęsy pozyskuje się więcej białka z metra kwadratowego niż z soi, bywa uprawiana na skalę masową, przede wszystkim na paszę dla ryb hodowlanych, bydła, owiec, świń, drobiu i królików. W uprawie przemysłowej uzyskuje się rocznie przeciętnie około 10–20 ton suchej masy rzęsy z hektara, jednak w odpowiednich warunkach klimatycznych i przy dużym nawożeniu plony sięgają nawet 44 ton.
Prowadzone są badania nad szerszym wykorzystaniem rzęsy do produkcji pasz o dużej zawartości białka.

### Akwarystyka
Bywa wykorzystywana jako pokarm dla ryb roślinożernych (np. z rodziny żyworódkowatych) i roślina ocieniająca wnętrze zbiornika. Zwykle jednak uznawana jest w akwarystyce za chwast, z powodu bardzo szybkiego rozmnażania wegetatywnego – wprowadzona w niewielkiej ilości potrafi zarosnąć powierzchnię przeciętnego akwarium w ciągu tygodnia. Pokrycie zbiornika gęstym kożuchem odciąć może światło na tyle znacząco, że prowadzić może do obumierania roślin zanurzonych, ubożenia wody w tlen, w tym powstawania przyduchy groźnej dla ryb i innych zwierząt. Rzęsa w zbiornikach wymaga w efekcie regularnego usuwania.